# Goose Green, Falklandsöarna

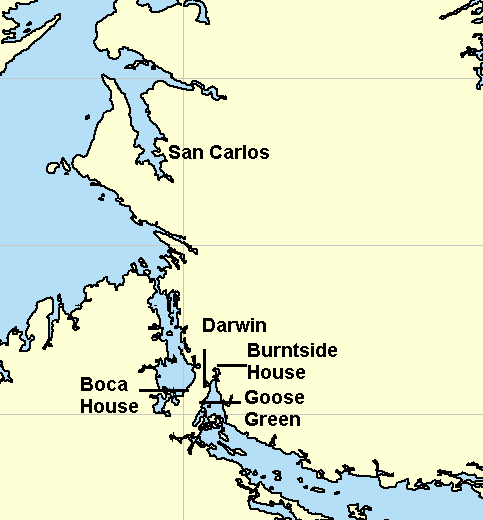
Karta med näset som förbinder den norra delen av Östra Falkland med Lafonia

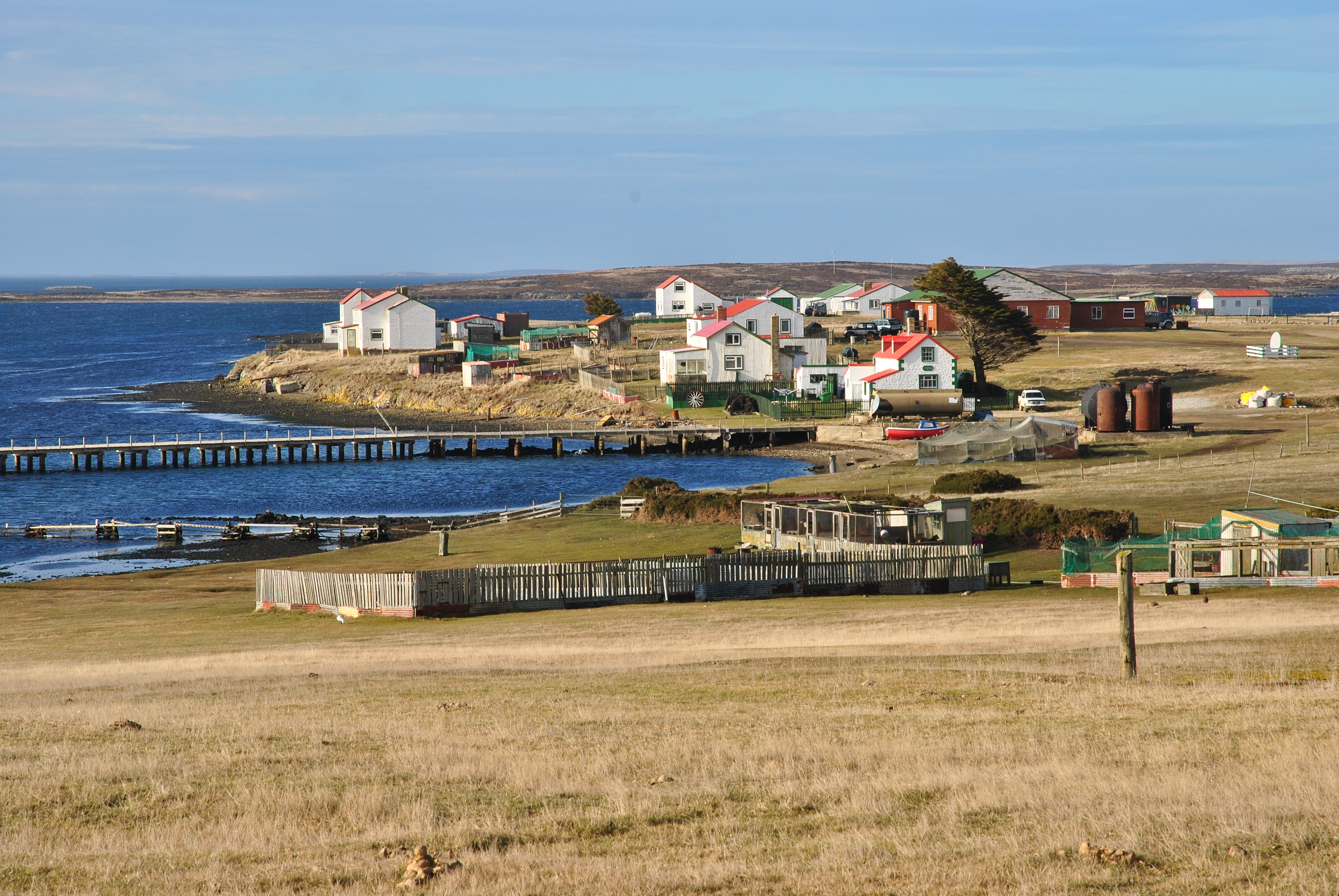
Goose Green 2012

Goose Green är en ort på Östra Falkland, Falklandsöarna. Med sina omkring sjuttio invånare är det den tredje största bebyggelsen på ögruppen efter huvudorten Stanley och området kring flygplatsen Mount Pleasant. Goose Green ligger vid Choiseulviken, på östra sidan av det näs som förbinder den norra delen av Östra Falkland med den södra, även kallad Lafonia.
Här etablerades 1875 en fabrik för bearbetning av talg . Senare kom fåraveln att helt dominera platsen som på 1920-talet uppnådde 200 invånare. Här byggdes också en internatskola för landsbygdens barn med 40 platser. 
Goose Green blev känt i omvärlden under Falklandskriget 1982 då den besattes av argentinska trupper, som inkvarterade 1200 soldater här, utnyttjade ett lokalt flygfält och inrättade ett läger för cirka 100 civila öbor. Den 28-29 maj 1982 utkämpades här Slaget om Goose Green, det första fältslaget mellan brittiska och argentinska landstyrkor under kriget.